# Séwé Football Club
El Séwé Football Club (antigament Séwé Sport de San-Pédro, o Séwé Sport) és un club de futbol ivorià de la ciutat de San-Pédro. Adoptà l'actual nom el març de 2017.

## Palmarès
- Lliga ivoriana de futbol:[5]
  - 2012, 2013, 2014

- Copa ivoriana de futbol: [6]
  - 2016

- Copa Houphouët-Boigny:[7]
  - 2005, 2012, 2013, 2014